# AEP Building
El edificio AEP Building es un rascacielos de 139 m en el centro de la ciudad de Columbus, la capital del estado de Ohio (Estados Unidos). Fue terminado en 1983 y tiene 31 pisos. Lo diseñaron Abramovitz, Harris & Kingsland en estilo modernista. Es el octavo edificio más alto de Columbus. Ha servido como la sede de American Electric Power (AEP) desde que se mudaron de la ciudad de Nueva York en 1983.
En la parte delantera del edificio hay dos esculturas creadas por George Greenamyer. Los rotores de la turbina procedían de la antigua planta de energía Philo en Philo, Ohio y de la planta de energía Twin Branch en Mishawaka, Indiana.